# جوزيه ميراندا
جوزيه ميراندا (بالإنجليزية: Jose Miranda)‏ هو سياسي أمريكي، ولد في 30 أكتوبر 1985. حزبياً، نشط في الحزب الديمقراطي. وقد انتخب عضو مجلس نواب بنسيلفانيا.